# Нікітін Павло Миколайович
Павло Миколайович Нікітін (7 липня 1907, село Вукогурт Вятської губернії, тепер Шарканського району, Удмуртія, Російська Федерація — 1972, тепер Російська Федерація) — радянський державний діяч, голова Ради міністрів Удмуртської АРСР. Депутат Верховної ради СРСР 3-го скликання.

## Життєпис
Народився в родині селянина-середняка. У 1923 році вступив до комсомолу. З 1923 по 1927 рік навчався в Іжевському педагогічному технікумі.
У 1927—1928 роках — викладач Іжевської середньої школи. У 1928—1929 роках — викладач вечірнього робітничого факультету в місті Іжевську.
У 1929—1930 роках — голова Бурановського волосного виконавчого комітету; завідувач Якшур-Бодінського районного земельного відділу та заступник голови виконавчого комітету Якшур-Бодінської районної ради Вотської автономної області.
У 1930—1931 роках — директор Глазовського землевпорядного технікуму Вотської автономної області.
У 1931—1933 роках — завідувач організаційно-інструкторського відділу обласного земельного управління виконавчого комітету Вотської (Удмуртської) обласної ради.
У 1933—1935 роках — завідувач Можгинського районного земельного відділу Удмуртської автономної області.
У 1935—1937 роках — голова виконавчого комітету Можгинської районної ради Удмуртської АРСР.
Член ВКП(б) з 1936 року.
У 1937—1938 роках — голова кадрового організаційного комітету села Пичас Удмуртської АРСР.
У 1938—1940 роках — директор Сарапульської школи механізаторів Удмуртської АРСР.
У січні 1940 — 1943 року — заступник завідувача, завідувач сільськогосподарського відділу Удмуртського обласного комітету ВКП(б).
У 1943—1945 роках — заступник секретаря Удмуртського обласного комітету ВКП(б) із тваринництва.
У 1945 — червні 1948 року — секретар Удмуртського обласного комітету ВКП(б) із кадрів.
9 червня 1948 — 19 серпня 1952 року — голова Ради міністрів Удмуртської АРСР.
Потім — персональний пенсіонер.

## Нагороди
- орден Леніна
- орден Трудового Червоного Прапора
- медаль «За доблесну працю у Великій Вітчизняній війні 1941—1945 рр.»
- медалі